# Roberto Malatesta
Roberto Malatesta, italijanski kondotjer, * 1442, † 1482.